# Келлі Хоурі
Керолін Енн (Келлі) Хоурі (англ. Carolyn Ann 'Callie' Khouri; нар. 27 листопада 1957, Сан-Антоніо, Техас) — американська кіно- та телевізійна сценаристка, продюсерка і режисерка. Найбільш відома сценарієм до фільму «Тельма і Луїза», за який отримала премію «Оскар» за найкращий оригінальний сценарій. Відтоді фільм «Тельма і Луїза» став класикою, а в грудні 2016 року включений до Національного реєстру фільмів Бібліотеки Конгресу США.
Серед інших відомих фільмів Хоурі — кримінальна комедія «Шалені гроші» (2008) і байопік про Арету Франклін «Повага» (2021). Вона також створила серіал «Нешвілл», прем'єра якого відбулася на каналі ABC у 2012 році та отримала гарні відгуки, серіал тривав шість сезонів.

## Фільмографія
| Рік       | Назва                              | Оригінальна назва                      | Роль                         | Примітки    |
| --------- | ---------------------------------- | -------------------------------------- | ---------------------------- | ----------- |
| 2021      | Повага                             | Respect                                | сценарист                    | [ 2 ]       |
| 2019      | Петсі та Лоретта                   | Patsy & Loretta                        | режисер, продюсер            | [ 3 ] [ 4 ] |
| 2012–2018 | Нешвілл                            | Nashville                              | режисер, сценарист, продюсер | [ 5 ] [ 6 ] |
| 2008      | Шалені гроші                       | Mad Money                              | режисер                      |             |
| 2006      | Голліс та Рей                      | Hollis & Rae                           | режисер, сценарист, продюсер | [ 7 ]       |
| 2002      | Божественні таємниці сестричок Я-Я | Divine Secrets of the Ya-Ya Sisterhood | режисер, сценарист, продюсер | [ 8 ]       |
| 1995      | Є про що поговорити                | Something to Talk About                | сценарист                    | [ 9 ]       |
| 1991      | Тельма і Луїза                     | Thelma & Louise                        | сценарист, продюсер          | [ 10 ]      |
| 1987      | Арія                               | Aria                                   | продюсер                     |             |